# The Haunted Mansion
Vous pouvez aider à l'améliorer ou bien discuter des problèmes sur sa page de discussion.
- Le fond est à vérifier. Si vous venez d’apposer le bandeau, merci d’indiquer ici les points à vérifier. (Marqué depuis août 2023)
- Il n'est pas vérifiable et peut contenir des informations totalement erronées. Il est fortement conseillé aux contributeurs d'étayer son contenu par des sources fiables. Sans cela, sa suppression pourrait être envisagée. (si vous venez d'apposer le bandeau, veuillez cliquer sur ce lien pour créer la discussion et en afficher les indications). (Marqué depuis août 2023)
- Il peut contenir un travail inédit ou des déclarations non vérifiées. Vous pouvez l’améliorer en ajoutant des références. (Marqué depuis août 2023)

- Archive Wikiwix
- Bing
- Cairn
- DuckDuckGo
- E. Universalis
- Gallica
- Google
- G. Books
- G. News
- G. Scholar
- Persée
- Qwant
- (zh) Baidu
- (ru) Yandex
- (wd) trouver des œuvres sur Wikidata

Vous pouvez aider à l'améliorer ou bien discuter des problèmes sur sa page de discussion.
- Il ne cite pas suffisamment ses sources. Vous pouvez indiquer les passages à sourcer avec {{référence nécessaire}} ou {{Référence souhaitée}}, et inclure les références utiles en les liant aux notes de bas de page. (Marqué depuis juillet 2018)
- Il doit être recyclé. La réorganisation et la clarification du contenu sont nécessaires. (Marqué depuis août 2023)

- Archive Wikiwix
- Bing
- Cairn
- DuckDuckGo
- E. Universalis
- Gallica
- Google
- G. Books
- G. News
- G. Scholar
- Persée
- Qwant
- (zh) Baidu
- (ru) Yandex
- (wd) trouver des œuvres sur Wikidata

The Haunted Mansion est le concept du train fantôme revisité par Walt Disney et son équipe d’imagineers. L'attraction est à la fois humoristique et divertissante, mais Disney n'a pas réussi a en faire une réelle attraction de peur et de frisson sauf pour les plus jeunes. Les effets spéciaux utilisés sont souvent la raison invoquée par les moins jeunes pour justifier leur appréciation de l'attraction.
L'attraction possède deux variantes, Phantom Manor en France avec un contexte plus riche et Mystic Manor à Hong Kong avec un thème corrigé pour la population chinoise.

## Le concept
L'origine de l'attraction remonte au début des années 1950 lors de la conception de Disneyland. Walt Disney avait envisagé une maison hantée de type parcours scénique à travers un décor d'objets animés. La conception de l'attraction fut donnée à Harper Goff qui réalisa de nombreux dessins préparatoires. L'un de ses dessins a souvent été présenté: il dépeint un chemin s'éloignant de Main Street, USA et passant devant une vieille église. Derrière celle-ci s'étend un cimetière dominé par une colline et, au sommet, une bâtisse délabrée étend son ombre sur les alentours. Le chemin qui devait conduire aux lieux devait commencer sur Town Square, au pied de la gare du Disneyland Railroad. Mais Walt ne voulait pas trop d'un bâtiment en mauvais état, il considérait que cela gâcherait le côté magique du parc. Ses mots furent simples, « l'aspect extérieur était à la charge des vivants, et l'intérieur des fantômes. »
Un projet fut développé par Ken Anderson et une trace sous la forme d'un enregistrement datant de 1957 permet de connaître la teneur de l'attraction. 
Ce devait être une maison hantée en walkthrough (parcours scénique à pied) dans la demeure du capitaine Gore, dont la visite aurait été assurée par son majordome. Mais le capitaine est en réalité le pirate « Black Bart » et l'esprit de sa fiancée morte hante la maison et a poussé le capitaine au suicide. Son corps devait être visible à la fin de l'attraction, pendu dans l'entrée.
Walt Disney aurait réécrit le scénario dans une version moins morbide. En 1959, les "imagineers" Rolly Crump et Yale Gracey modifient l'histoire pour faire se marier le couple, mais dans la ville de Sleepy Hollow, le cavalier sans tête s'invitant à la cérémonie.
Avec le projet de New Orleans Square, situé derrière Adventureland, le concept extérieur changea pour devenir un manoir de style néo-classique antebellum des États du sud de l'Amérique avant la guerre de Sécession. Le bâtiment fut construit en 1962 et 1963. La façade définitive de l'attraction originale, située à Disneyland, fut achevée en 1963. 
Mais le bâtiment resta vide durant six ans principalement en raison des projets liés aux attractions pour la Foire internationale de New York 1964-65 et de l'incertitude du contenu exact. Durant cette période, Rolly Crump laisse aller son imagination et crée de nombreuses scènes d'épouvantes. Afin que la visite du manoir hanté ne se termine pas simplement par un brutal retour au soleil, il propose l'ajout d'un restaurant. Walt Disney préféra à la place un espace de type Musée des Horreurs (ou monstruosités). Bien que des schémas fussent réalisés, le projet fut finalement abandonné. Avec la mort de Walt en 1966, ses réticences sur l'aspect morbide furent partiellement balayées et l'aspect actuel de l'attraction vit le jour.
La version de Disneyland a ouvert ses portes le 9 août 1969, et reste presque inchangée depuis ses débuts. La version du Magic Kingdom (exportée à Tokyo Disneyland) reprend en grande partie le déroulement de son homonyme californien, mais bénéficie de quelques scènes supplémentaires.
Le script et la chanson Grim Grinning Ghosts furent conçus par X Atencio tandis que la partie technique fut conçue sous la direction de Marc Davis, l'un des neuf sages (les neuf personnes qui ont réalisé Blanche-Neige et les Sept Nains) de Disney.
La version du Parc Disneyland, baptisée Phantom Manor, propose un récit profondément modifié et possède surtout une thématique renforcée, avec une histoire plus sombre (plutôt une légende) qui associe l'attraction au décor environnant ainsi qu'un ton plus sinistre et mélancolique.

## L'histoire
L'histoire générale de l'attraction présente le manoir comme une maison de retraite pour fantômes sans logis, ce qui fait que la demeure est hantée par 999 fantômes. Dans les scènes du grenier des attractions de Disneyland et du Magic Kingdom, l'histoire de Constance Hatchaway, une mariée « veuve noire » qui épousa successivement cinq hommes riches qu'elle assassina tour à tour afin d'hériter de leurs fortunes respectives est narrée.
Une histoire d'amour entre les personnages d'Edward Gracey et d'Elizabeth Henshaw est le point de départ de l'intrigue du film Le Manoir hanté et les 999 fantômes dont le script est basé sur l'attraction.

## La technologie
Ce parcours scénique utilise le système de déplacement omnimover qui offre un déplacement silencieux et en douceur permettant une bonne écoute des effets sonores. De plus, de multiples audio-animatronics habitent le parcours.
D'autre part, cette attraction utilise de nombreux effets spéciaux. En voici quelques-uns de la version californienne par ordre d'apparitions :
La "stretching-room" - la salle octogonale qui s'allonge - est un ascenseur spécialement conçu par Otis. Il n'est pas monobloc et ressemble à celui installé sous la pyramide du Louvre. Les papiers-peints et les portraits sont enroulés lorsque l'ascenseur est en position haute. Chaque attractions possède deux de ces ascenseurs.
La galerie des portraits et des bustes présente des dessins réalisés par Marc Davis, qui, selon l'angle de vue, changent d'aspect. Pour les portraits, c'est l'utilisation d'une double peinture qui donne cet effet. L'une des peintures contient des matières sensibles aux ultraviolets. Des lampes spéciales permettent de passer d'un éclairage à l'autre par une lente transition. Mais ce n'était pas le cas à l'ouverture de l'attraction, le changement se faisait par flashs brusques. Pour les bustes, c'est un procédé multiséculaire qui a été utilisé : les bustes sont représentés de façon négative (concave, en creux) mais très précise, et sont éclairés par devant, le reste étant totalement noir. L'illusion d'optique ainsi créée fait croire au cerveau que le buste est en relief, et si l'on se déplace, les visages semblent suivre l'observateur.
Ensuite, les visiteurs doivent embarquer dans les Doombuggies, wagons d'omnimover. Ces derniers sont emmenés au sommet d'un escalier, au premier étage du manoir.
Le couloir sans fin est vraiment un long couloir, mais en raison de la présence d'un miroir, semble être encore plus long. Un chandelier est suspendue par des fils de pêches à un petit système motorisé dissimulé, donnant l'impression que l'objet flotte en décrivant des cercles. La scène suivante, le conservatoire, est une véranda-serre à l'origine plutôt prévue pour des fleurs occupée par un cercueil. Le cercueil s'entrouvre, poussé de l'intérieur par des mains de squelette. C'est un simple audio-animatronic, tout comme les portes du corridor des portes qui suit peu après.
La séance de spiritisme de Madame Léota évoque une séance de spiritisme dans une salle circulaire du manoir. La tête de Madame Léota est visible à l'intérieur d'une boule de cristal posée sur une table ronde. Elle invite les esprits des lieux a se matérialiser. Cet effet spécial utilisa jusqu'à la fin des années 1980, un système de projection à 90° d'un film à travers les parois de la sphère sur la surface d'un visage de couleur neutre. Le visage projeté est celui de Leota Toombs, une imagineer maquettiste et costumière. La voix est celle d'Eleanor Audley. À la fin des années 1980, la technologie numérique a permis de remplacer le film d'une minute projeté en boucle par un système de disque laser vidéo. Un système par fibre optique amenait l'image jusque dans la sphère. Cela résolut de nombreux incidents de bandes cassées. Jusqu’en octobre 2001, le système projetait l'image sur les parois de la sphère depuis l'intérieur de la tête. Mais ce système affaiblissait la qualité de l'image restituée. L'image est donc actuellement amenée par fibre optique depuis le disque laser, jusque devant la sphère, et est projetée sur la tête depuis l'extérieur. Chacun de ces systèmes a été breveté par Disney.

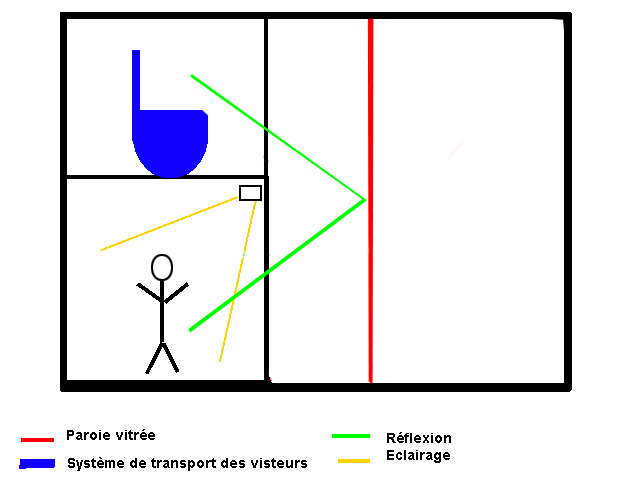
Schéma d'explication du système du fantôme de Pepper.

La salle de bal utilise la technique dite du fantôme de Pepper (Pepper's ghost) :

Une salle vide est montrée au public depuis un espace surélevé. Une vitre placée verticalement sépare la salle en deux, et offre une surface de réflexion. Une partie de la salle est décorée avec les accessoires désirés. Sous les visiteurs, une salle contient des personnages disposés comme s'ils étaient dans la salle, mais de façon symétrique. Ici, ce sont des audio-animatronics éclairés par intermittence pour simuler leurs apparitions-disparitions. L'image des personnages est réfléchie sur la paroi vitrée.
Le grenier contient des objets poussiéreux parmi lesquels figurent des portraits de mariages où la fiancée est à chaque fois la même femme et où les hommes perdent littéralement la tête. Une voix féminine récite les sermons du mariage sur une marche nuptiale dissonante jouée au piano par une ombre. Sur la gauche au fond de la scène se trouve la terrible veuve noire Constance Hatchaway. Une hache apparaît dans ses mains, faisant comprendre qu'elle a décapité ses cinq maris.
Les visiteurs parviennent peu après à un balcon où ils rencontrent Le Fantôme a la boîte à chapeau, un fantôme dont la tête disparaît et réapparaît dans une boîte à chapeau qu'il tient dans sa main gauche grâce à un effet d'éclairage.
Les véhicules entament alors une descente sur une rampe bordée d'arbres anthropomorphes terrifiants avant d'arriver devant la grille d'un cimetière. 
Les visiteurs rencontrent le gardien du cimetière dont la peur se lit sur le visage. Il est accompagné par son chien qui exprime la même émotion. Ils ont la particularité d'être les seuls personnages vivants de toute l'attraction.
Les Doombuggies pénètrent ensuite dans le cimetière très peuplé, essentiellement de fantômes qui jouent de la musique, font de la balançoire, du vélo, prennent le thé, chantent des airs d'Opéra, etc. . Parmi les tombes et les mausolées se trouvent un groupe de cinq bustes de marbre qui prend vie et entonne la chanson Grim Grinning Ghosts. Ils utilisent la technique du rétro-éclairage. Peu après, les Doombuggies quittent la scène en entrant dans une crypte.
Vient alors le final qui implique trois esprits auto-stoppeurs, communément appelés Hitchhiking Ghosts, qui montent clandestinement à bord des Doombuggies et qui deviennent ensuite visibles dans une série de trois miroirs.
La descente du véhicule se fait dans une salle qui continue la crypte. Derrière de grandes grilles, les visiteurs peuvent observer des caveaux délabrés. Les visiteurs empruntent ensuite un tapis roulant qui monte vers la sortie. Tout en montant, ils observent une mariée fantôme miniature nommée The Ghostess, une hôtesse du Ghost Relations Department chargée de prendre les certificats de décès de ceux qui souhaitent rejoindre les fantômes du manoir.
Peu après, les visiteurs sortent à l'air libre, dans New Orleans Square.

## Haunted Mansion Holiday
Haunted Mansion Holiday est une version temporaire qui combine l'attraction The Haunted Mansion avec le film L'Étrange Noël de monsieur Jack (par Tim Burton) aux parcs Disneyland et Tokyo Disneyland.
Depuis 2001, Jack entraîne les visiteurs dans un monde fou mélangeant Noël et Halloween. On y retrouve ainsi quelques personnages comme Sally, Oogie Boogie, le Maire de la ville d'Halloween, et bien d'autres encore.
Lors de la transformation de l'attraction à chaque fin d'années, quelques éléments sont faits en vrai pain d'épices; c'est le cas de la pièce montée et qui peut être vue sur la table dans la salle de bal.

## Les différentes attractions
Cette attraction de Disney est la seule à être située à chaque fois dans un pays différent et à avoir une architecture presque toujours différente. 
Le débit théorique de l'attraction est de 2 500 personnes par heure.

### Disneyland

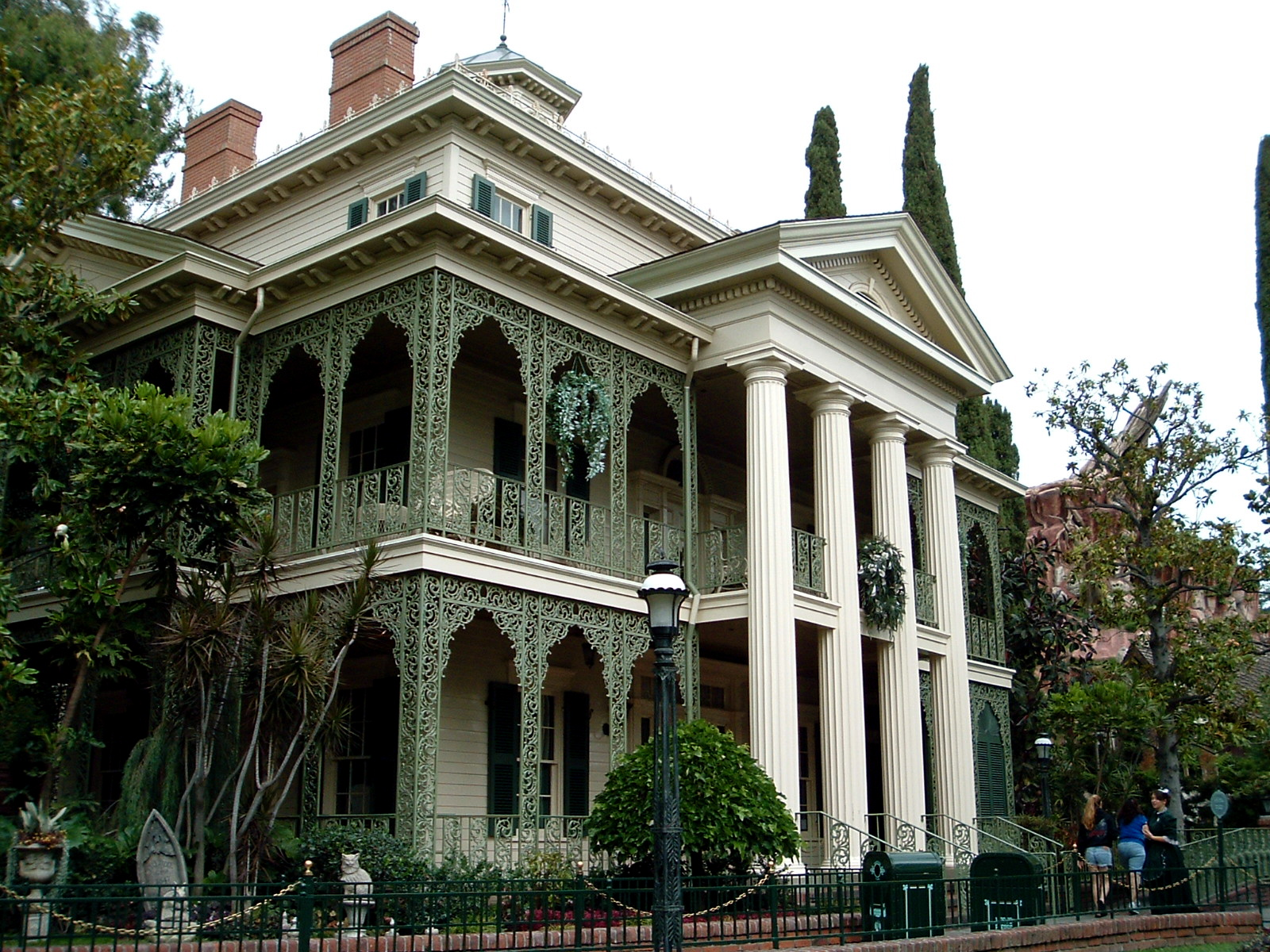
The Haunted Mansion à Disneyland.

C'est la version originale de l'attraction. L'attraction est située dans New Orleans Square et le manoir se présente donc comme une maison de maître de style néo-classique antebellum dans une plantation digne de la Louisiane ou des rives du Mississippi. Le bâtiment est, comme l'aurait voulu Walt Disney, d'une propreté impeccable.
L'attraction a fait l'objet d'un épisode dédié de l'émission The Wonderful World of Disney intitulé Disneyland Showtime et diffusé le 22 mars 1970 sur NBC. Depuis le 5 octobre 2001, elle reçoit la version temporaire Haunted Mansion Holiday qui met en scène les personnages de L'Étrange Noël de monsieur Jack avec un habillage complet de la façade et une thématisation très riche dans la file d'attente extérieure. Elle a également reçu un 1000e fantôme, voir ci-dessous.
Cette attraction bénéficie du système FastPass
- Ouverture : 9 août 1969[1]
- Conception : WED Enterprises, Arrow Dynamics[8]
- Durée : 10 min
  - dont en omnimover : 6 min 50 s
- Nombre de véhicules : 131 dont 5 pour fauteuils roulants
- Ticket requis : « E »
- Pays : New Orleans Square
- Type d'attraction : Train fantôme en omnimover avec audio-animatronics
- Situation : 33° 48′ 42″ N, 117° 55′ 20″ O

### Magic Kingdom

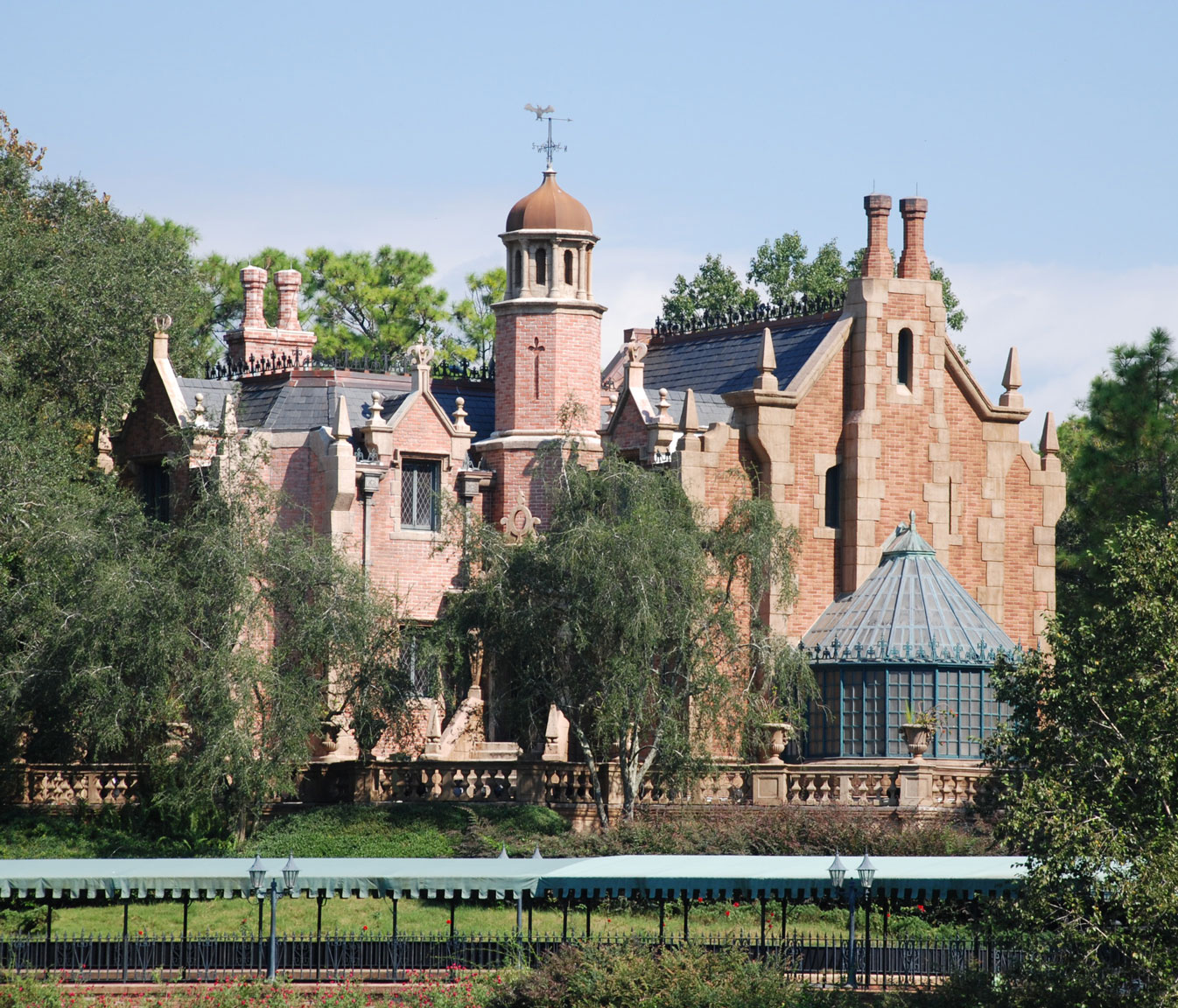
The Haunted Mansion au Magic Kingdom.

En Floride, en raison de la présence de l'attraction dans Liberty Square célébrant la fin de la guerre de Sécession, l'aspect du manoir a été changé. C'est un manoir d'architecture néo-gothique, comme ceux construits sur les rives de l'Hudson.

L'attraction reprend en grande partie le déroulement de la première, mais bénéficie de quelques scènes supplémentaires, comme une bibliothèque abritant une collection de bustes qui suivent les visiteurs du regard ou encore un concerto au piano interprété par une ombre. 
En 2001, le cimetière qui constitue la file d'attente extérieure a vu l'ajout d'une nouvelle tombe, celle de Mme Léota, la voyante de la scène de spiritisme dans la seconde moitié de l'attraction.
En 2011, une file d'attente interactive fut créée ainsi qu'un modification de l'effet des trois miroirs du final impliquant les trois auto-stoppeurs fantômes.
Cette attraction bénéficie du système FastPass
- Ouverture : 1er octobre 1971[1] (avec le parc)
- Conception : WED Enterprises, Arrow Dynamics
- Durée : 10 min
  - dont en omnimover : 6 min 50 s
- Nombre de véhicules : 160
- Ticket requis : « E »
- Pays : Liberty Square
- Type d'attraction : Train fantôme en omnimover avec audio-animatronics
- Situation : 28° 25′ 14″ N, 81° 34′ 59″ O

### Tokyo Disneyland

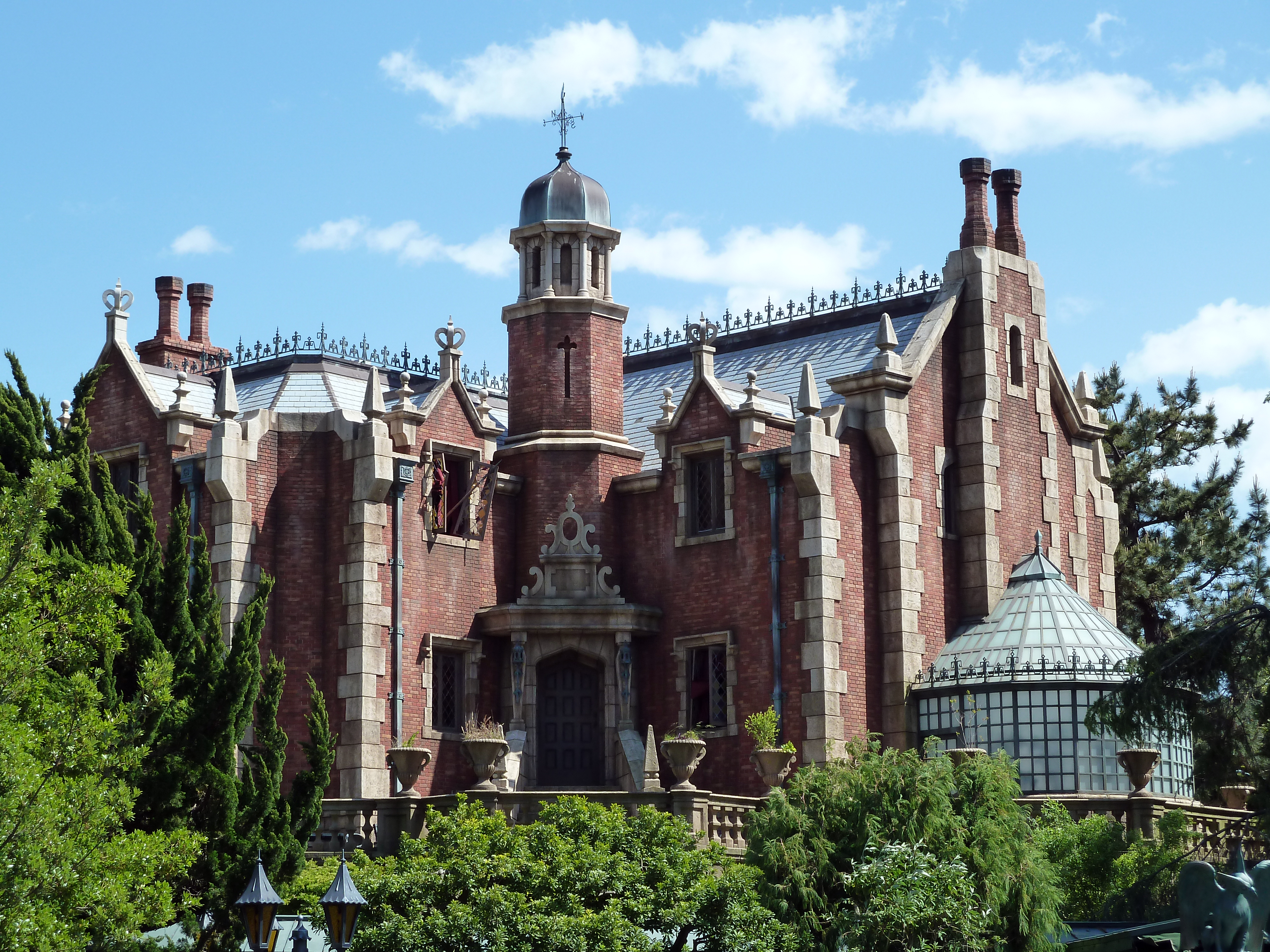
The Haunted Mansion à Tokyo Disneyland.

L'attraction reprend l'aspect du manoir du Magic Kingdom. Aucune modification n'a été apportée en dehors du rattachement de l'attraction à Fantasyland et non pas à Liberty Square, land absent de Tokyo Disneyland.
Depuis le 15 septembre 2004, elle reçoit comme sa consœur de Disneyland la version temporaire Haunted Mansion Holiday, qui, ici, s'intitule Haunted Mansion Holiday Nightmare et reçoit donc également un habillage complet de la façade et une thématisation très riche dans la file d'attente extérieure.
- Ouverture : 15 avril 1983[1] (avec le parc)
- Conception : Walt Disney Imagineering
- Durée : 10 min
  - dont en omnimover : 6 min 50 s
- Pays : Fantasyland
- Type d'attraction : Train fantôme en omnimover avec audio-animatronics
- Situation : 35° 37′ 52″ N, 139° 52′ 55″ E

### Parc Disneyland
La version française s'appelle Phantom Manor. C'est un manoir d'architecture Second Empire construit sur une colline (appelée Boot Hill)
- Ouverture : 12 avril 1992[1] (avec le parc)
- Conception : Walt Disney Imagineering, Vekoma
- Durée : 10 min
  - dont en omnimover : 6 min 50 s
- Nombre de véhicules : 130
- Audio-animatronics : 92
- Pays : Frontierland
- Type d'attraction : Train fantôme en omnimover avec audio-animatronics
- Situation :
  - Entrée : 48° 52′ 14″ N, 2° 46′ 36″ E
  - Bâtiment : 48° 52′ 13″ N, 2° 46′ 38″ E

### Hong Kong Disneyland
L'attraction appelée Mystic Manor est inaugurée le 17 mai 2013. Elle fait partie de la seconde phase de développement du parc et reçoit le thème du vaudou afin d'être placée dans Mystic Point, nouveau land imaginé pour augmenter l'offre de Hong Kong Disneyland. Il faut savoir que le parc ne comprend qu'un land se référant aux États-Unis d'antan, Main Street USA. Traduction du texte de présentation de Disney : 
« Mystic Manor propose aux visiteurs la visite en 1908 d'une collection d'anciens objets d'art appartenant à un aventurier et explorateur de renommée mondiale. À l'intérieur de la maison victorienne perchée sur une colline luxuriante, le musée de Lord Henry Mystic s'anime lorsque son singe malicieux ouvre une boîte à musique enchantée. »
Ouverte en 2013, Mystic Manor fait partie d'une expansion de près de 500 millions de dollars à Hong Kong Disneyland qui correspond à l'ajout de trois lands à thèmes.
Mystic Manor est donc exploitée en tant que The Haunted Mansion sans fantômes avec des hommages aux attractions classiques de Disney Indiana Jones Adventure et Enchanted Tiki Room.
Bien que très différente de The Haunted Mansion et de Phantom Manor, l'attraction possède des références sur ses consœurs tels un portrait changeant de Méduse, une serre et des bustes suivant de la tête les visiteurs.

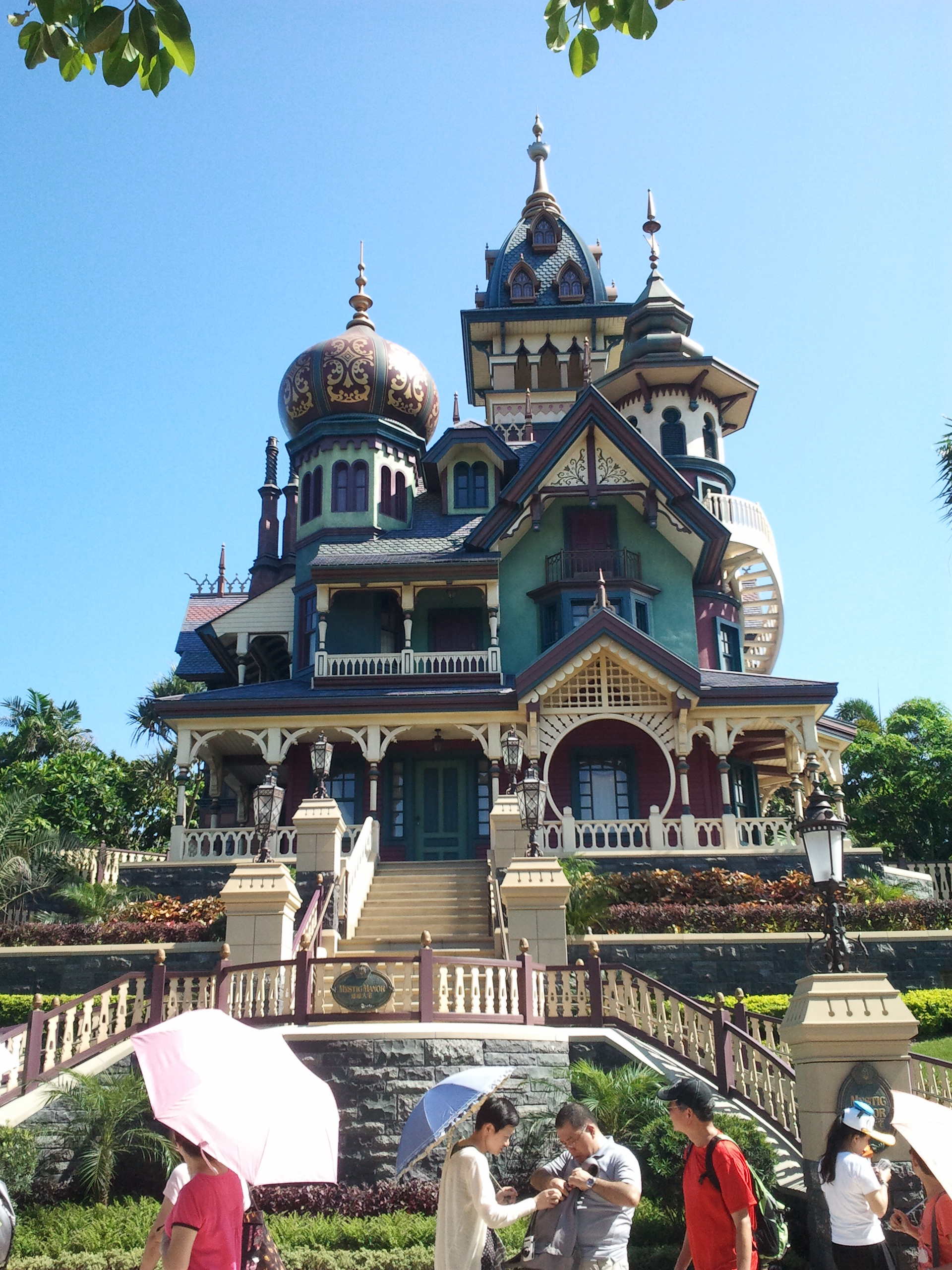
Mystic Manor à Hong Kong Disneyland.

- Ouverture : 17 mai 2013
- Conception : Walt Disney Imagineering
- Pays : Mystic Point
- Type d'attraction : Train fantôme en omnimover sans rail avec audio-animatronics[11]
- Situation : 22° 18′ 35″ N, 114° 02′ 28″ E

## Informations diverses
L'attraction a la particularité d'être construite dans un land différent dans chacun des parcs existants. Cette habitude se poursuit avec le parc de Hong Kong.
- Disneyland : New Orleans Square
- Magic Kingdom : Liberty Square
- Tokyo Disneyland : Fantasyland
- Parc Disneyland : Frontierland
- Hong Kong Disneyland : Mystic Point

## Films
L'attraction a été adaptée en film: Le Manoir hanté et les 999 fantômes, en 2003, avec Eddie Murphy. C'est une inspiration très libre de la version californienne. Une seconde adaptation de l'attraction: Le Manoir hanté, avec Lakeith Stanfield, est sortie en 2023, soit vingt ans après le premier film.

## Le1000efantôme
Le 22 octobre 2004, une mise de 37 400 $ a permis à un jeune homme de Bâton-Rouge de devenir le 1000e fantôme de l'attraction. C'est à la suite d'une enchère sur le site d'eBay pour préparer les 50 ans de Disneyland que Cary Sharp, un docteur et avoué médical de 37 ans est devenu ce fantôme. Après avoir été « incinéré » virtuellement, ses cendres ont été déposées dans une urne funéraire gravée à son nom et placée dans l'attraction de Disneyland en Californie. Il sera la seule personne à avoir son nom dans un parc Disney en dehors des personnages imaginaires et des hommages aux artistes Disney des fenêtres de Main Street, Frontierland et des tombes du cimetière de The Haunted Mansion.

L'argent a été reversé à deux associations caritatives comme prévu au début de l'enchère, l'une pour les enfants d'Anaheim et une autre de la ville de Bâton-Rouge. À titre d'information, la première enchère déposée fut faite par Clive Barker, un auteur de roman d'horreur avec une somme de 750 $. À priori, cette initiative ne sera pas reproduite dans les autres parcs.